# National Police Commissary Football Club
National Police Commissary Football Club, prima nota come Military Police Football Club, è una società calcistica cambogiana con sede nella città di Phnom Penh.

## Organico

### Rosa
| N. |                     | Ruolo | Calciatore        |
| -- | ------------------- | ----- | ----------------- |
| 1  | Cambogia (bandiera) | P     | Prak Monyphearun  |
| 2  | Giappone (bandiera) | D     | Tomohiro Masaki   |
| 3  | Cambogia (bandiera) | D     | Prak Vanny        |
| 4  | Cambogia (bandiera) | D     | Say Piseth        |
| 5  | Cambogia (bandiera) | D     | Sob Ravy          |
| 7  | Cambogia (bandiera) | A     | Chey Chetra       |
| 8  | Cambogia (bandiera) | C     | Lun Chamroeun     |
| 9  | Cambogia (bandiera) | A     | Noun Borey        |
| 10 | Cambogia (bandiera) | C     | Ol Ravy           |
| 11 | Cambogia (bandiera) | C     | Met Samel         |
| 12 | Cambogia (bandiera) | D     | Nen Soksan        |
| 16 | Nigeria (bandiera)  | A     | Okoro Osa Orobosa |

| N. |                           | Ruolo | Calciatore            |
| -- | ------------------------- | ----- | --------------------- |
| 17 | Costa d'Avorio (bandiera) | A     | Abdel Kader Coulibali |
| 18 | Cambogia (bandiera)       | C     | Sous Chenda           |
| 19 | Cambogia (bandiera)       | A     | Sun Vandeth           |
| 23 | Cambogia (bandiera)       | D     | Ieng Tin              |
| 27 | Cambogia (bandiera)       | A     | Srey Udom             |
| 28 | Cambogia (bandiera)       | D     | Chhin Mengseang       |
| 33 | Cambogia (bandiera)       | P     | Khek Chansambath      |
| 34 | Cambogia (bandiera)       | P     | Say David             |
| 38 | Cambogia (bandiera)       | D     | Chin Vannak           |
| 44 | Cambogia (bandiera)       | P     | Sos Proshim           |
| 77 | Nigeria (bandiera)        | C     | Momoh Degule          |
| 80 | Nigeria (bandiera)        | A     | Mathew Osa            |

## Palmarès

### Competizioni nazionali
- C-League: 1

2000
- Hun Sen Cup: 1

2014